# Vergiß die Liebe nicht
Vergiß die Liebe nicht ist eine Ehekomödie von Paul Verhoeven aus dem Jahr 1953, basierend auf dem gleichnamigen Roman von Käthe Lambert.

## Handlung
Eigentlich war es Annas Traum gewesen, Pianistin zu werden. Stattdessen heiratete sie einen Rechtsanwalt und bekam drei Kinder. Fast 20 Jahre später – die Kinder sind beinahe erwachsen – ist Gleichgültigkeit in die Ehe eingezogen. Anna ist für ihre verwöhnten Kinder immer noch das Mädchen für alles und fühlt sich doch kaum wirklich beachtet. Als ihr Mann Franz mit den Kindern und dem Verlobten der ältesten Tochter nach Tirol fährt, bleibt Anna zurück, da im Wagen kein Platz mehr ist. Sie nimmt eine Einladung ihrer Freundin Jeanne Löhr in die Schweiz an. Beide hatten zusammen das Konservatorium besucht und Jeanne ist im Gegenzug zu Anna als Pianistin erfolgreich geworden. Der Aufenthalt in der Schweiz verändert Anna, die ihre frühere Heiterkeit zurückgewinnt.
Anna und Franz wollen sich in Innsbruck treffen und nach Hause zurückkehren. Im Zug von Zürich nach Innsbruck trifft Anna den Sänger Paul Cornelius, der sie mit Jeanne Löhr verwechselt. Anna klärt das Missverständnis nicht auf und flirtet mit Paul. Am Bahnhof von Innsbruck trennen sich ihre Wege, doch treffen sich beide später in der Stadt wieder. Paul lädt Anna in die Oper ein, wo er als Stargast geladen ist. Anna genießt die freie Zeit, sodass ihre Familie verärgert ohne sie nach Hause fährt. Als für einen geplanten Liederabend Pauls Pianist verschwindet, ersetzt ihn Anna auf seine Bitte.
Weil ohne Anna der Haushalt nicht funktioniert, reist Franz nach Innsbruck, um seine Frau nach Hause zu holen. Er sieht sie während des Konzerts mit Paul am Flügel, wobei sie unter dem Namen „Jeanne Löhr“ auftritt. Nach einem heftigen Streit nach dem Konzert fährt Franz nach Hause. Auch Anna kehrt nach Hause zurück, nachdem sie in einem Anruf vom Verschwinden ihrer Tochter Käthe erfahren hat. Für die war eine Welt zusammengebrochen, nachdem sie erfahren hat, dass ihr Verlobter verheiratet ist. Da die Mutter nicht zuhause war, wollte sie zu ihr nach Innsbruck reisen, wurde jedoch von der Polizei gefunden und sicher nach Hause gebracht. Hier ist nun auch Anna angekommen. In Innsbruck hat sie Paul einen Brief hinterlassen, der das Missverständnis aufklärt.
Die Ereignisse haben Franz und den Kindern gezeigt, wie wichtig ihre Mutter ist. Anna hat erkannt, dass ihr Platz in der Familie ist, auch wenn sie selbstbewusster geworden ist. Gleichzeitig hat sie ihre Liebe zum Klavierspiel wiederentdeckt, das sie nun auch zuhause ausüben kann, weil Franz den alten Familienflügel in Stand bringen lässt.

## Produktion
Der Film beruht auf einem Drehbuch der Bühnenautorin Juliane Kay, das ursprünglich den Titel Der Traum trug. Kay hatte die Handlung im Auftrag des Regisseurs Rolf Hansen entwickelt und der Schauspielerin Paula Wessely auf den Leib geschrieben. Die Nebenrollen sollten Attila Hörbiger und Paul Hörbiger übernehmen. Nachdem Wessely die Rolle abgelehnt hatte, wurde der Film neu besetzt. 
Der Film wurde im Studio Hamburg-Wandsbek produziert. Die Außenaufnahmen entstanden in Hamburg und Innsbruck. Die Uraufführung von Vergiß die Liebe nicht fand am 2. April 1953 im Hamburger Kino Die Barke statt.
Kurz nach der Uraufführung wurden Gerüchte laut, dass die Filme Vergiß die Liebe nicht und der zu dem Zeitpunkt noch nicht angelaufene Film Ich und meine Frau, in dem Paula Wessely die Hauptrolle übernommen hatte, nahezu identisch wären. Plagiatsvorwürfe an den Drehbuchautor des Wessely-Films Fritz Rotter wurden jedoch zurückgewiesen. Während Kay ihr Drehbuch zu Beginn des Jahres 1950 verfasst hatte, hatte Rotter unabhängig von ihr im selben Jahr in Hollywood die Filmnovelle Me and my wife verfasst, die er im November 1950 „bei der ‚Screen Writers Guild‘ … eintragen und schützen“ ließ. Ich und meine Frau kam im August 1953 in die deutschen Kinos.
Vergiß die Liebe nicht wurde ein finanzieller Erfolg und „galt lange als Spitzenbewerber für den Bundesfilmpreis“.

## Kritik
Die zeitgenössische Kritik bewertete Vergiß die Liebe nicht als „geschmackvoll und zart erzählte… Filmgeschichte“ und „angenehme Unterhaltung“, der der Zuschauer „mit Vergnügen, manchmal lächelnd, manchmal gerührt folgen“ könne. Dennoch werde sicherlich „manche Frau im Kino sitzen, die sich bei aller Sympathie für die liebenswerte, charmante Anna auf der Leinwand doch fragt, was diese nun im Laufe der Geschichte gewonnen hat.“ Es sei fraglich, inwieweit Anna als Hobbypianistin wirklich glücklich werden könne, wenn sie doch „das Zeug zur Künstlerin hat“: „Es bleibt ein leises Bedauern zurück, das der kleinen Filmheldin gilt, die nicht weiß, wieviel interessanter ihr Leben sein könnte, wenn sie aus der Enge des Haushalts hinausfände in das weite Feld schöpferischer Arbeit.“ Neben einem „offene[n] Plädoyer für alle (Haus-) Frauen und Mütter“ enthalte der Film aber auch „eine versteckte Predigt gegen alle nachlässigen Gatten … und nachlässigen Kinder“, wobei im Film „stellenweise ein bißchen zu viel geredet wird.“
Das Lexikon des internationalen Films bezeichnete Vergiß die Liebe nicht als „heiter-besinnliche Ehekomödie“. Obwohl der Film „im Milieu etwas glatt poliert und bisweilen zu bewußt exemplarisch“ wäre, sei er doch „als gute Unterhaltung sehenswert.“

## Auszeichnungen
Von der Filmbewertungsstelle der Länder der Bundesrepublik Deutschland (FBL) erhielt der Film das Prädikat besonders wertvoll.
Juliane Kay wurde für Vergiß die Liebe nicht 1953 mit der Silbernen Schale des Bundesfilmpreises als beste Drehbuchautorin ausgezeichnet. Im selben Jahr erhielt Vergiß die Liebe nicht das Filmband in Silber als „Bester Problemfilm“. Von der Evangelischen Filmgilde wurde der Film als „bester Film des Monats“ (Mai 1953) empfohlen. Er wurde auch bei den XIV: Internationalen Filmfestspielen von Venedig gezeigt.